# Steve Irwin
Stephen Robert (Steve) Irwin (Essendon, Melbourne, 22 februari 1962 – voor de kust van Port Douglas, 4 september 2006) was een Australische dierenkenner, dierentuinhouder, natuuronderzoeker, natuurbeschermer, documentairemaker en presentator.

## Biografie
Steve Irwin was de zoon van Bob Irwin, een herpetoloog (reptielendeskundige), en Lyn Irwin, die in 2000 overleed ten gevolge van een auto-ongeluk. Steve had nog twee zussen: Joy en Mandy, waarvan Joy de oudste is. Irwin werd bekend door zijn spectaculaire en enthousiast door hem gepresenteerde televisieprogramma "The Crocodile Hunter" (vertaling: de krokodillenjager). Irwin was eigenaar van de Australische dierentuin Australia Zoo in Beerwah, oorspronkelijk een reptielenpark, in 1970 opgericht door zijn vader Bob en in 1992 door Steve overgenomen. Hij runde dit park samen met zijn vrouw Terri en zijn vriend Wes Mannion, die al op 14-jarige leeftijd in het park was komen werken.

## Televisieseries en films
Een jaar later ontstond de eerste aflevering van zijn televisieprogramma "The Crocodile Hunter" dat in de jaren daarna in 137 landen werd uitgezonden. Daarmee zagen ruim 500 miljoen mensen deze serie. In de film "Dr. Dolittle 2" speelde hij een bijrol naast de bekende Amerikaanse acteur Eddie Murphy. Ook speelde hij een hoofdrol in de film "The Crocodile Hunter: Collision Course". Deze film won de "Best Family Feature Film Award" voor een komische film bij de prijsuitreiking van de Young Artist Award. Hij kende grote successen in populariteit in verschillende landen vanwege zijn gewaagde manier van 'jagen' op reptielen. Zijn Australische accent en zijn enthousiaste en energieke manier van vertellen droegen hier aan bij. Er werden ook verscheidene parodieën gemaakt op zijn programma waaronder "The Bumhunter" in de Bumfights-series.

## Bekendheid in België en Nederland
In België en Nederland was/is "The Crocodile Hunter" te zien op de televisiezenders Discovery Channel en later ook op Animal Planet. Karakteristiek voor dit programma was de schijnbaar roekeloze manier waarop Irwin de wildste en gevaarlijkste dieren tegemoet trad. Ook maakte hij een film die onder meer in de Nederlandse bioscoop werd vertoond.
Begin 21e eeuw werkte hij mee aan een reclamecampagne van een telecom-winkelketen waardoor hij ook op deze wijze op de televisie alsmede in tijdschriften en kranten verscheen.

## Gezin
Irwin trouwde in 1992 met Terri Raines uit Eugene (Oregon, Verenigde Staten). Ze kregen twee kinderen, Bindi Sue (24 juli 1998) en Robert Clarence (1 december 2003).
Irwin kwam in opspraak omdat hij tijdens een van zijn shows in de dierentuin een krokodil voerde terwijl hij zijn één maand oude zoontje Robert vasthield. Deze gebeurtenis werd door de media uitgebreid vertoond. Later heeft hij zich ervoor verontschuldigd dat hij mensen bezorgd had gemaakt.

## Levenswerk
In Australië werd hij soms als een overenthousiaste gek afgeschilderd. Irwin zei dat hij heel goed wist wat hij deed omdat hij was opgegroeid met krokodillen en er dagelijks intensief mee werkte. Zo had zijn vader hem een python gegeven toen hij nog maar zes jaar oud was.

In 1970 verhuisde de toen achtjarige Irwin met zijn ouders (Bob en Lynn Irwin) naar de noordoostelijke deelstaat Queensland. Een jaar later leerde hij voor het eerst met krokodillen omgaan.

Irwin stond erom bekend keer op keer avonturen aan te gaan die risico's inhielden en zijn levenspad was dan ook bezaaid met kleine ongelukken.

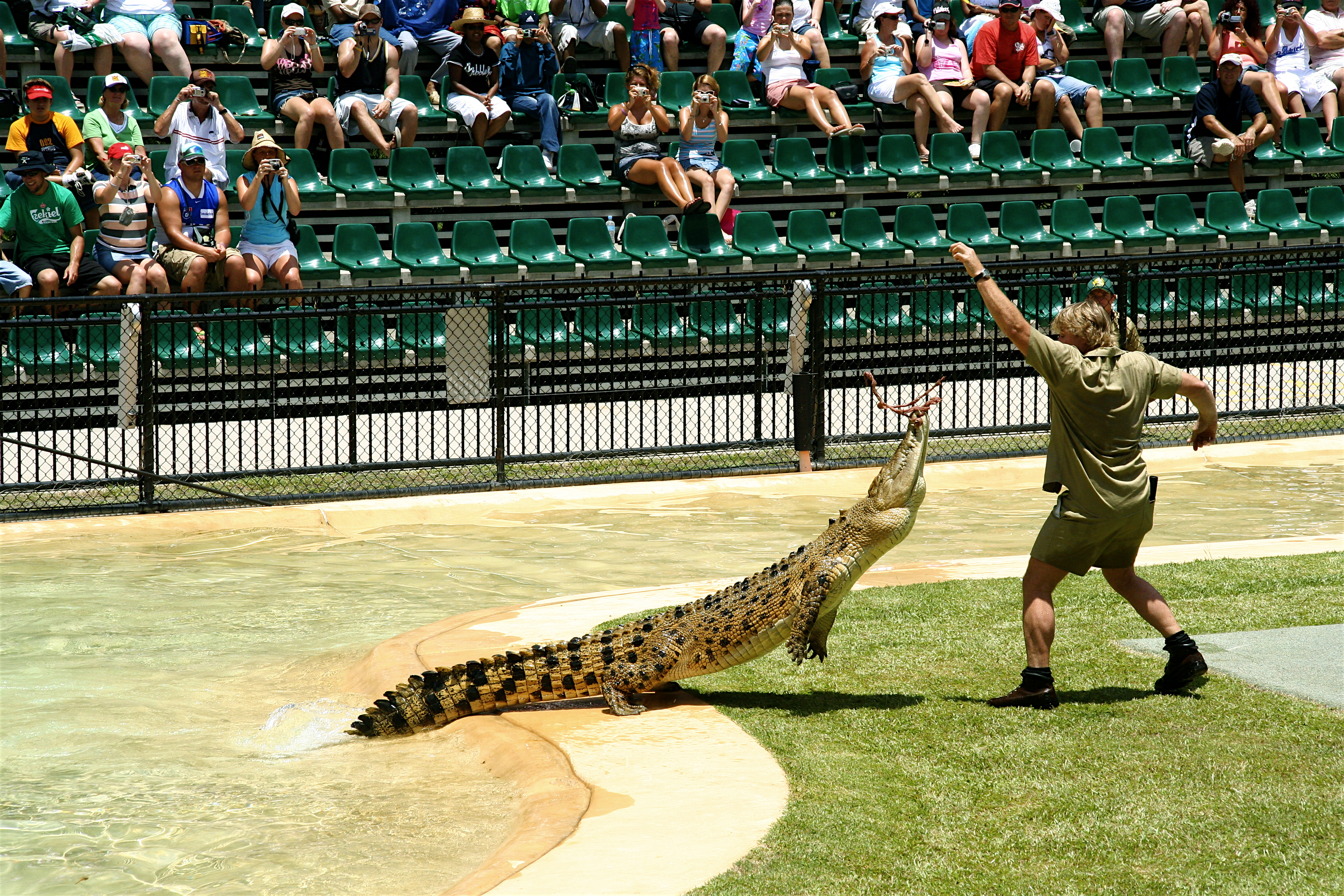
Steve Irwin in de Australia Zoo.

## Natuurbeschermer
Irwin zette zich ook in voor de bescherming van de natuur. Hij wilde dat niet doen door te 'preken' maar door middel van het tonen van een grote persoonlijke betrokkenheid in zijn documentaires. Hij kocht met al het geld dat hij verdiende in Australië, de Verenigde Staten en op de eilanden Fiji en Vanuatu stukken land die hij de bestemming van een soort natuurpark gaf. Zelf woonde hij met zijn gezin nog steeds in hetzelfde huis waar hij met zijn ouders al woonde.

## Overlijden
Op maandag 4 september 2006 om 11.00 uur Australische tijd overleed Steve Irwin op 44-jarige leeftijd. In eerste instantie wilde hij opnames maken voor de onderwaterdocumentaire "The Oceans Deadliest". Omdat het hiervoor te slecht weer was, besloot hij wat onderwateropnames van pijlstaartroggen (Dasyatis brevicaudata) te maken voor de televisieshow van zijn dochter Bindi bij het Groot Barrièrerif in Queensland. Hierbij werd hij door een giftige pijlstaartrog gestoken in de borststreek waarbij mogelijk het hart rechtstreeks werd geraakt. Medische hulp kwam te laat en reanimatie mocht niet baten; Irwin overleed kort daarna. Hij werd met een helikopter naar een ziekenhuis in Cairns vervoerd waar slechts de dood kon worden geconstateerd.
Volgens John Stainton, de manager van Irwin die aan boord van "Crocs One" was, snorkelde Irwin boven de pijlstaartrog. Naar verklaring van deskundigen zou de rog tot agressie zijn overgegaan doordat hij zich beslopen voelde door Irwin die achter/boven hem zwom en de cameraman die recht voor hem zwom. De rog zwom daarop in een andere richting, bemerkte Irwin achter zich en gaf hierop de noodlottige prik. Het is onduidelijk wat de directe doodsoorzaak was, hij zou kunnen zijn doodgebloed doordat hij de pijl van de rog verwijderde of vanwege een acute hartstilstand als gevolg van de steek. Volgens de cameraman overleed hij in enkele seconden en was er veel bloed te zien. De opnames die van het noodlottige ongeval door cameraman Ben Cropp werden gemaakt zijn onderzocht en vrijgegeven door de Australische politie, hierop is ook de conclusie van deskundigen gebaseerd. Op verzoek van Stainton en de familie van Irwin zullen de beelden niet worden uitgezonden. Op 4 januari 2007 werd definitief bekend dat de beelden ook nooit vrijgegeven zullen worden. De politie heeft na het onderzoek de videoband overhandigd aan Irwins vrouw en alle kopieën vernietigd. Volgens diverse bronnen zouden sommige websites meer dan een miljoen dollar over hebben voor de opnamen. De mensen die op het moment bij hem waren zeiden achteraf dat het een zeer ongelukkig en zeldzaam geval was en dat het geen fataal geval zou zijn geweest als hij ergens anders in het lichaam was getroffen.
Zijn vrouw Terri was op het moment van het ongeval op trektocht in het Nationaal park Cradle Mountain-Lake St Clair op Tasmanië en kon pas een dag later van het overlijden van haar man op de hoogte worden gesteld. Direct daarop keerde zij met haar twee kinderen in hun eigen privévliegtuig terug.
De premier van de deelstaat Queensland wilde een staatsbegrafenis voor Irwin, indien de familie hiermee had ingestemd. Volgens zijn vader Bob zou Steve graag worden behandeld als een gewone burger. De begrafenis vond dan ook plaats in besloten kring, met alleen familie en vrienden, op zaterdag 9 september 2006. Op woensdag 20 september 2006 vond er een grote herdenking van hem plaats voor zijn fans in het Crocoseum in de dierentuin Australia Zoo. De premier wil nog wel een monument voor Irwin laten bouwen. De televisiezender Animal Planet heeft een van haar tuinen naar hem vernoemd.
Op de stranden van de deelstaat Queensland zijn sinds Irwins dood een aantal dode en verminkte pijlstaartroggen aangetroffen. Mensen hebben dit vermoedelijk gedaan uit wraak voor de dood van Irwin; dit echter geheel tegen de overtuiging van Irwin in die zijn hele leven wijdde aan dierenbescherming en natuurbehoud.

## Onderscheidingen
In 2001 kreeg Irwin de Centenary Medal voor "Bewezen diensten voor algemeen natuurbehoud en bevordering van het Australische toerisme". In 2004 was hij "Beste toerismedeskundige van het jaar" en werd hij genomineerd voor "Beste Australiër van het jaar". Deze laatste onderscheiding werd uiteindelijk toegekend aan cricketspeler Steve Waugh. In 2018 kreeg Irwin postuum een ster op de Hollywood Walk of Fame.

## Trivia
- Sea Shepherd Conservation Society heeft als eerbetoon aan het werk van Irwin een van haar schepen naar hem vernoemd, de MS Steve Irwin.
- Jamie Oliver heeft zijn kookboek 'Jamie at Home' (Thuis bij Jamie) aan Irwin opgedragen.